# Armene pusilla
Armene pusilla är en bönsyrseart som beskrevs av Eduard Friedrich Eversmann 1854. Armene pusilla ingår i släktet Armene och familjen Mantidae.

## Underarter
Arten delas in i följande underarter:
- A. p. seravshanica
- A. p. pusilla